# Système d'unités électriques conventionnelles
Le système d'unités électriques conventionnelles (ou système d'unités conventionnelles, s'il n'y a pas de risque d’ambiguïté) est un système d'unités dans le domaine de l’électricité qui repose sur les valeurs dites conventionnelles de la constante de Josephson et de la constante de von Klitzing fixées par le Comité international des poids et mesures (CIPM) en 1988. Ces unités ont une échelle très similaire à leurs unités SI correspondantes, mais ne sont pas identiques en raison de leur définition différente. Elles se distinguent des unités SI correspondantes en plaçant le symbole en italique et en ajoutant un indice « 90 » — par exemple, le volt conventionnel porte le symbole V90 — car il est entré dans l'usage le 1er janvier 1990.

## Intérêt
Ce système a été développé afin d'augmenter la précision des mesures : les constantes de Josephson et de von Klitzing peuvent être réalisées avec une bien plus grande précision, répétabilité et facilité que leurs homologues classiques. Les unités électriques conventionnelles sont reconnues comme normes internationales et sont couramment utilisées en dehors du monde de la physique, tant en ingénierie que dans l’industrie.
Les unités électriques conventionnelles sont quasi naturelles, en ce sens qu'elles sont complètement et exactement définies en termes de constantes universelles. Elles représentent une étape importante dans l'utilisation de la physique fondamentale « naturelle » à des fins de mesure pratiques. Cependant, les unités électriques conventionnelles ne ressemblent pas aux autres systèmes d’unités naturelles en ce que certaines constantes physiques ne sont pas définies à l’unité mais à des valeurs numériques fixes très proches de (mais pas exactement identiques à) celles du système SI.

## Historique
Plusieurs mesures importantes ont été prises au cours des cinquante dernières années pour accroître la précision et l’utilité des unités de mesure :
- en 1967, la treizième Conférence générale des poids et mesures (CGPM) définissait la seconde du temps atomique dans le Système international d'unités comme la durée de 9 192 631 770 périodes de rayonnement correspondant à la transition entre les deux niveaux hyperfin l'état fondamental de l'atome de césium 133[1] ;
- en 1983, la dix-septième CGPM a redéfini le mètre en termes de secondes et de la vitesse de la lumière, fixant ainsi la vitesse de la lumière à 299 792 458 m/s[2] ;
- en 1988, le CIPM avait recommandé l’adoption des valeurs conventionnelles pour la constante de Josephson, choisissant la valeur exacte de KJ-90 = 483 597,9 × 109 Hz/V [3], et pour la constante de von Klitzing, celle de RK-90 = 25 812,807 Ω [4], à compter du 1er janvier 1990 ;
- en 1991, la dix-huitième Conférence ministérielle a confirmé les valeurs conventionnelles pour la constante de Josephson et la constante de von Klitzing[5] ;
- en 2000, le CIPM a approuvé l’utilisation de l’effet Hall quantique ; la valeur de RK-90 devant être utilisée pour établir un étalon de référence de la résistance[6] ;
- en 2018, la vingt-sixième CGPM a décidé d'abroger les valeurs conventionnelles des constantes de Josephson et de von Klitzing avec la redéfinition des unités de base du SI en 2019[7].

## Définition
Les unités électriques classiques sont basées sur des valeurs définies de la constante de Josephson et de la constante de von Klitzing, qui permettent des mesures pratiques de la force électromotrice et de la résistance électrique, respectivement.
| Constant                  | Valeur exacte conventionnelle (CIPM, 1988-2018) | Valeur empirique (unités SI) (CODATA, 2014 ) | Valeur exacte (unités SI, 2019)                           |
| ------------------------- | ----------------------------------------------- | -------------------------------------------- | --------------------------------------------------------- |
| Constante de Josephson    | KJ-90 = 483 597,9                               | KJ = 483 597,852 5 ± 30                      | KJ = 2 × 1,602 176 634 × 10−19 C/6,626 070 15 × 10−34 J s |
| Constante de von Klitzing | RK-90 = 25 812,807                              | RK = 25 812,807 455 5 ± 59                   | RK = 6,626 070 15 × 10−34 J s/(1,602 176 634 × 10−19 C)2  |

- Le volt conventionnel, V90, est la force électromotrice (ou la différence de potentiel électrique) mesurée par rapport à un étalon à effet Josephson utilisant la valeur définie de la constante de Josephson, KJ-90 — soit par la relation KJ = 483 597,9 GHz/V90. Voir l'étalon de tension de Josephson.
- L'ohm conventionnel, Ω90, est la résistance électrique mesurée par rapport à un étalon à effet Hall quantique utilisant la valeur définie de la constante de Klitzing, RK-90 — soit par la relation RK = 25 812,807 Ω90.
- Les autres unités électriques conventionnelles sont définies par les relations normales entre les unités, mimant celles du SI, tel que présenté dans le tableau ci-dessous.

## Conversion en unités SI
| Unité                 | Symbole | Définition                 | Lien avec le SI            | Valeur SI (CODATA 2014)   | Valeur SI (2019)               |
| --------------------- | ------- | -------------------------- | -------------------------- | ------------------------- | ------------------------------ |
| Volt conventionnel    | V90     | voir au dessus             | KJ-90/KJ V                 | (1 + 9,83(61) × 10−8) V   | (1 + 10,666 510 725… × 10−8) V |
| Ohm conventionnel     | Ω90     | voir au dessus             | RK/RK-90 Ω                 | (1 + 1,765(23) × 10−8) Ω  | (1 + 1,779 366 756… × 10−8) Ω  |
| Ampère conventionnel  | A90     | V90 / Ω90                  | KJ-90/KJ ⋅ RK-90/RK A      | (1 + 8,06(61) × 10−8) A   | (1 + 8,887 143 810… × 10−8) A  |
| Coulomb conventionnel | C90     | s ⋅ A90 = s ⋅ V90 / Ω90    | KJ-90/KJ ⋅ RK-90/RK C      | (1 + 8,06(61) × 10 −8) C  | (1 + 8,887 143 810… × 10−8) C  |
| watt conventionnel    | W90     | A90 V90 = V90² / Ω90       | ( KJ-90/KJ )² ⋅ RK-90/RK W | (1 + 17,9 (1,2) × 10−8) W | (1 + 19,553 655 483… × 10−8) W |
| Joule conventionnel   | J90     | C90 ⋅ V90 = s ⋅ V902 / Ω90 | ( KJ-90/KJ )² ⋅ RK-90/RK J | (1 + 17,9 (1,2) × 10−8) J | (1 + 19,553 655 483… × 10−8) J |
| Farad conventionnel   | F90     | C90 / V90 = s / Ω90        | RK-90/RK F                 | (1 - 1,765(23) × 10−8) F  | (1 - 1,779 366 724… × 10−8) F  |
| Henry conventionnel   | H90     | s ⋅ Ω90                    | RK/RK-90 H                 | (1 + 1,765(23) × 10−8) H  | (1 + 1,779 366 756… × 10−8) H  |

La redéfinition des unités de base SI en 2019 définit toutes ces unités de manière à fixer les valeurs numériques de KJ et RK — avec des valeurs différant légèrement des valeurs conventionnelles — tout en laissant la définition de la seconde inchangée. Par conséquent, ces unités conventionnelles ont toutes des valeurs exactes connues en termes d'unités SI redéfinies. De ce fait, le maintien des valeurs conventionnelles ne présente aucun avantage en termes de précision ; elles ont dont été dépréciées par le Bureau International des Poids et Mesures.

## Comparaison avec des unités naturelles
Le système d'unités électriques conventionnelles peuvent être considérées comme une version mise à l'échelle d'un système d'unités naturelles défini comme {\displaystyle c=e=\hbar =1}. Il s’agit d’une version plus générale (ou moins spécifique, selon les points de vue) des « unités naturelles » de la physique des particules, ou du système d’unités quantiques chromodynamiques sans fixation de la masse unitaire.
Le tableau suivant compare les unités électriques conventionnelles à d’autres systèmes à unités naturelles.
| Quantité                                                          | Quantité                                                          | Autres systèmes                                 | Autres systèmes                          | Autres systèmes                      | Autres systèmes                          | Autres systèmes                              | Unités électriques conventionnelles                                       |
| Name                                                              | Symbole                                                           | Planck                                          | Stoney                                   | Schrödinger                          | Atomique                                 | Electronique                                 | Unités électriques conventionnelles                                       |
| ----------------------------------------------------------------- | ----------------------------------------------------------------- | ----------------------------------------------- | ---------------------------------------- | ------------------------------------ | ---------------------------------------- | -------------------------------------------- | ------------------------------------------------------------------------- |
| Vitesse de la lumière dans le vide                                | {\displaystyle c}                                                 | {\displaystyle 1}                               | {\displaystyle 1}                        | {\displaystyle {\frac {1}{\alpha }}} | {\displaystyle {\frac {1}{\alpha }}}     | {\displaystyle 1}                            | {\displaystyle 299792458}                                                 |
| Constante de Planck                                               | {\displaystyle h}                                                 | {\displaystyle 2\pi }                           | {\displaystyle {\frac {2\pi }{\alpha }}} | {\displaystyle 2\pi }                | {\displaystyle 2\pi }                    | {\displaystyle {\frac {2\pi }{\alpha }}}     | {\displaystyle {\frac {4\times 10^{-18}}{(25812.807)(483597.9)^{2}}}}     |
| Constante de Planck réduite                                       | {\displaystyle \hbar ={\frac {h}{2\pi }}}                         | {\displaystyle 1}                               | {\displaystyle {\frac {1}{\alpha }}}     | {\displaystyle 1}                    | {\displaystyle 1}                        | {\displaystyle {\frac {1}{\alpha }}}         | {\displaystyle {\frac {2\times 10^{-18}}{\pi (25812.807)(483597.9)^{2}}}} |
| Charge élémentaire                                                | {\displaystyle e}                                                 | {\displaystyle {\sqrt {\alpha }}}               | {\displaystyle 1}                        | {\displaystyle 1}                    | {\displaystyle 1}                        | {\displaystyle 1}                            | {\displaystyle {\frac {2\times 10^{-9}}{(25812.807)(483597.9)}}}          |
| Constante de Josephson                                            | {\displaystyle K_{\text{J}}={\frac {2e}{h}}}                      | {\displaystyle {\frac {\sqrt {\alpha }}{\pi }}} | {\displaystyle {\frac {\alpha }{\pi }}}  | {\displaystyle {\frac {1}{\pi }}}    | {\displaystyle {\frac {1}{\pi }}}        | {\displaystyle {\frac {\alpha }{\pi }}}      | {\displaystyle 483597.9\times 10^{9}}                                     |
| Constante de von Klitzing                                         | {\displaystyle R_{\text{K}}={\frac {h}{e^{2}}}}                   | {\displaystyle {\frac {2\pi }{\alpha }}}        | {\displaystyle {\frac {2\pi }{\alpha }}} | {\displaystyle 2\pi }                | {\displaystyle 2\pi }                    | {\displaystyle {\frac {2\pi }{\alpha }}}     | {\displaystyle 25812.807}                                                 |
| Impédance caractéristique du vide                                 | {\displaystyle Z_{0}=2\alpha R_{\text{K}}}                        | {\displaystyle 4\pi }                           | {\displaystyle 4\pi }                    | {\displaystyle 4\pi \alpha }         | {\displaystyle 4\pi \alpha }             | {\displaystyle 4\pi }                        | {\displaystyle 2\alpha (25812.807)}                                       |
| Permittivité diélectrique du vide                                 | {\displaystyle \varepsilon _{0}={\frac {1}{Z_{0}c}}}              | {\displaystyle {\frac {1}{4\pi }}}              | {\displaystyle {\frac {1}{4\pi }}\,}     | {\displaystyle {\frac {1}{4\pi }}\,} | {\displaystyle {\frac {1}{4\pi }}\,}     | {\displaystyle {\frac {1}{4\pi }}\,}         | {\displaystyle {\frac {1}{2\alpha (25812.807)(299792458)}}\ }             |
| Perméabilité magnétique du vide                                   | {\displaystyle \mu _{0}={\frac {Z_{0}}{c}}}                       | {\displaystyle 4\pi }                           | {\displaystyle 4\pi }                    | {\displaystyle 4\pi \alpha ^{2}}     | {\displaystyle 4\pi \alpha ^{2}}         | {\displaystyle 4\pi }                        | {\displaystyle {\frac {2\alpha (25812.807)}{299792458}}}                  |
| Constante gravitationnelle                                        | {\displaystyle G}                                                 | {\displaystyle 1}                               | {\displaystyle 1}                        | {\displaystyle 1}                    | {\displaystyle -}                        | {\displaystyle -}                            | {\displaystyle -}                                                         |
| Masse d'un électron                                               | {\displaystyle m_{\text{e}}}                                      | {\displaystyle -}                               | {\displaystyle -}                        | {\displaystyle -}                    | {\displaystyle 1}                        | {\displaystyle 1}                            | {\displaystyle -}                                                         |
| Énergie de Hartree                                                | {\displaystyle E_{\text{h}}=\alpha ^{2}m_{\text{e}}c^{2}}         | {\displaystyle -}                               | {\displaystyle -}                        | {\displaystyle -}                    | {\displaystyle 1}                        | {\displaystyle \alpha ^{2}}                  | {\displaystyle -}                                                         |
| Constante de Rydberg                                              | {\displaystyle R_{\infty }={\frac {E_{\text{h}}}{2hc}}}           | {\displaystyle -}                               | {\displaystyle -}                        | {\displaystyle -}                    | {\displaystyle {\frac {\alpha }{4\pi }}} | {\displaystyle {\frac {\alpha ^{3}}{4\pi }}} | {\displaystyle -}                                                         |
| Fréquence de transition hyperfine de l'état fondamental du césium | Fréquence de transition hyperfine de l'état fondamental du césium | {\displaystyle -}                               | {\displaystyle -}                        | {\displaystyle -}                    | {\displaystyle -}                        | {\displaystyle -}                            | {\displaystyle 9\ 192\ 631\ 770}                                          |